# 들여쓰기
들여쓰기는 일반적으로 문장을 쓸 때 문자열을 오른쪽으로 당겨 주변의 문장과 구분하는 것을 말한다. 인쇄 상에서는 문단 첫 줄의 "(첫 줄의) 한 자 들이킴"이라는 표현을 사용한다. 들여쓰기를 인덴트(indentation)라고도 하는데 여기에는 "톱니모양으로 만든다"는 뜻도 내포하고 있다.
내어쓰기라는 용어는 이와 반대로 같은 문단에 있는 다른 줄보다 왼쪽으로 더 내어 작성하는 것을 말한다.
히브리어와 아랍어와 같은 일부 언어들은 오른쪽에서 왼쪽으로 글을 쓰므로 들여쓰기를 할 때에는 위에서 언급한 "왼쪽"과 "오른쪽"을 바꿔서 생각해야 한다.

## 예
하나의 단어 잘림 방지 공백(non-breaking space)을 추가한 들여쓰기를 예로 들면 다음과 같다:
 들여쓰기 예제
두 개의 단어 잘림 방지 공백을 추가한 들여쓰기는 다음과 같다:
  들여쓰기 예제 2
수많은 언어에서 들여쓰기는 새로운 문장의 시작을 알리기 위해 한 줄의 첫머리에 자주 쓰인다.

## 프로그래밍에서의 들여쓰기
컴퓨터 프로그래밍 언어에서 들여쓰기는 가독성을 개선하기 위해 소스 코드를 형식화하는 데 쓰인다. 일반적으로 컴파일러와 인터프리터는 소스 코드 안의 문 안에 빈칸이 얼마나 있는지 살펴보는 일은 드물다. 그러나 파이썬, 하스켈, occam과 같은 프로그래밍 언어에서는 들여쓰기에 따라 프로그램의 구조를 해석하기도 한다.